# Міжнародна премія Миру
Міжнародна премія Миру — затверджена на 1-му Всесвітньому конгресі прибічників миру в квітні 1949. Присуджується Всесвітньою Радою Миру діячам науки, культури та мистецтва за найкращі твори літератури та мистецтва, наукові роботи та кінофільми, котрі сприяють укріпленню миру між народами.
Регламент Міжнародної премії Миру було затверджено на 2-й сесії Постійного комітету Всесвітнього конгресу прибічників миру (Рим, 28-31 жовтня 1949). Всесвітня Рада Миру постановила (1951) три форми премій:
- Почесні Міжнародні премії Миру
- Міжнародні премії Миру (з 1957 не присуджувались)
- Золоті медалі Миру (з 1959 — Золоті медалі Миру ім. Жоліо-Кюрі)

Протягом Холодної війни у МПМ домінував Радянський союз. Багато з тих, хто отримав МПМ також були нагороджені Ленінською премією миру, яка окремо призначалась радянським керівництвом.

## Володарі премії

### 1950
- Юліус Фучик;
- Пабло Пікассо;
- Пабло Неруда;
- Поль Робсон;
- Назим Хікмет;
- Кандіду Портінарі;
- Блок Жан-Рішар;
- Міхаїл Садовяну;
- Ренато Гуттузо;

### 1953
- Леопольдо Мендес